# جک واتسون (بازیگر)
جک واتسون (به انگلیسی: Jack Watson)، (۱۵ مه ۱۹۱۵–۴ ژوئیه ۱۹۹۹) بازیگر انگلیسی بود که از دهه ۱۹۵۰ به بعد در بسیاری از فیلم‌ها و نمایش‌های تلویزیونی به ایفای نقش پرداخت.

## فیلم‌شناسی
- چشم‌چران (۱۹۶۰)
- در ضرب (۱۹۶۲)
- این زندگی ورزشی (۱۹۶۳)
- تپه (۱۹۶۵)
- جایزه بزرگ (۱۹۶۶)
- آدم دزدی (۱۹۷۱)
- نیروی عظیم (۱۹۷۴)
- اسکیزو (۱۹۷۶)
- مارکو پولو (۱۹۸۲)